# Éretlenek (film, 1980)
Az Éretlenek (eredeti, francia címe: Les sous-doués) 1980-ban bemutatott francia filmvígjáték Claude Zidi rendezésében.

## Cselekmény
A versailles-i XIV. Lajos Gimnázium minden tanulója megbukott az érettségi vizsgán, ennek ellenére az intézmény igazgatónője nem adja fel. Az új növendékeknek újabbnál újabb módszereket talál ki a tanulás eredményesebbé tételére. Ám minden hiába Párizs leglustább diákjaival szemben. Ráadásul ők is azonnal készek a retorzióra, és a legkorszerűbb technikai eszközök segítségével vágnak vissza. Hogy egy félresikerült diákcsíny következményeként a börtönt elkerüljék, le kell érettségizniük, ami segítség nélkül nem megy. Ezért a legfantasztikusabb trükköket, puskákat eszelik ki. A tanulók ellen van a felügyelő, akit addig már sokszor megvicceltek. Ő felügyeli az érettségi vizsgát is.

## Szereplők
| Szereplő               | Színész           | Magyar hang    |
| ---------------------- | ----------------- | -------------- |
| Baptiste (Bébel) Laval | Daniel Auteuil    | Maros Gábor    |
| Lucie Jumaucourt       | Maria Pacôme      | Kállay Ilona   |
| Léon Jumaucourt        | Hubert Deschamps  | Benkő Gyula    |
| Catherine Jumaucourt   | Tonie Marshall    | Bodnár Erika   |
| Felügyelő              | Michel Galabru    | Szabó Ottó     |
| Julien Sanquin         | Philippe Taccini  | Fazekas István |
| Mohammed               | Henri Attal       |                |
| Gaston Pourquier       | Raymond Bussières | Elekes Pál     |
| Gaëtan                 | Gaëtan Bloom      | Verebes István |
| Bruce                  | Dominique Hulin   | nem szólal meg |